# Hans Werner (Bildhauer)
Hans Werner (* um 1560 in Mechenried; † 1623 in Nürnberg) war ein Bildhauer des Barocks.

## Leben
Sein Geburtsdatum ist nicht bekannt.  Nach einem Selbstbildnis am Grabdenkmal des Georg Groß in Forchheim von 1590 kann angenommen werden, dass er um 1560 geboren wurde.  Tätig war er vorwiegend im fränkischen und württembergischen Raum.  Er starb 1623 in Nürnberg.
Werner arbeitete zunächst in Bamberg für den fürstbischöflichen Hof, ging dann im Jahre 1600 nach Nürnberg, wo er vor allem für wohlhabende Patrizier arbeitete.  So schuf er um 1606 vier prächtige Kamine im Pellerhaus, die leider im Zweiten Weltkrieg zerstört wurden.

## Arbeit

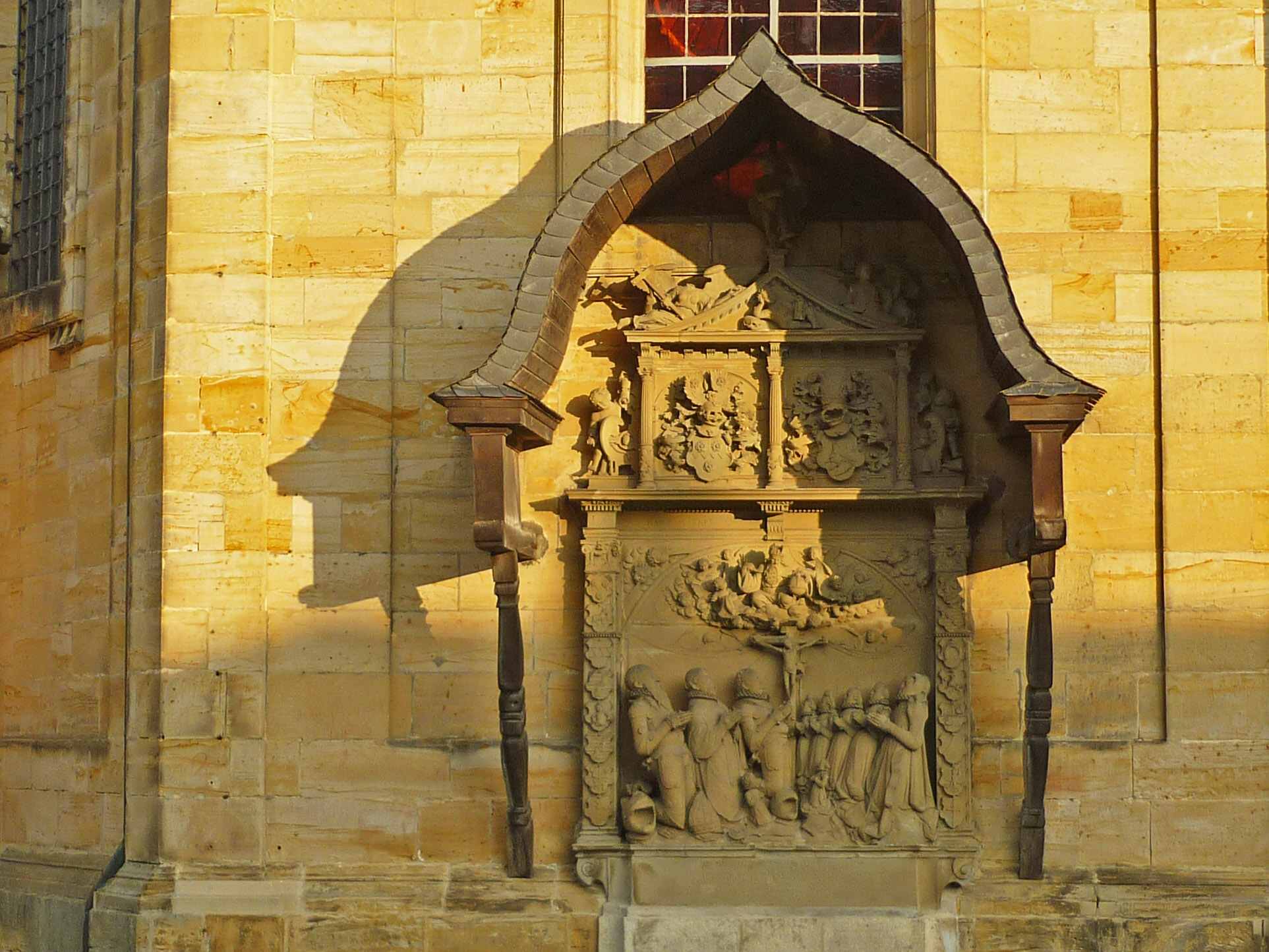
Mengersdorf-Epitaph an der Wallfahrtsbasilika in Gößweinstein

Werner benutzte mit Vorliebe feinkörnige Sandsteine, die die Einzelheiten seiner Ornamentik scharfkantig abbildeten. Daneben verwendete er grobkörnige, graue oder rote Sandsteine, aber auch Alabaster, grauweißen und roten Marmor, Kalkstein und Achate für Einlegearbeiten. Viele seiner Epitaphe bestehen aus Materialkombinationen.  Er zielte auf Polychromie durch die Wahl verschiedener Materialien und arbeitete nur sehr reduziert mit Farbfassungen (partiell Schwarz und Gold). Seine Werke signierte er in vollem Namen oder mit dem Kürzel HW. Gern bildete er sich auch selbst daran ab: So bildete er sich am Epitaph des Schenken Johann III. in der Schlosskapelle Schmiedelfeld in sitzender Haltung mit Knüpfel ab.

## Werke (Auswahl)

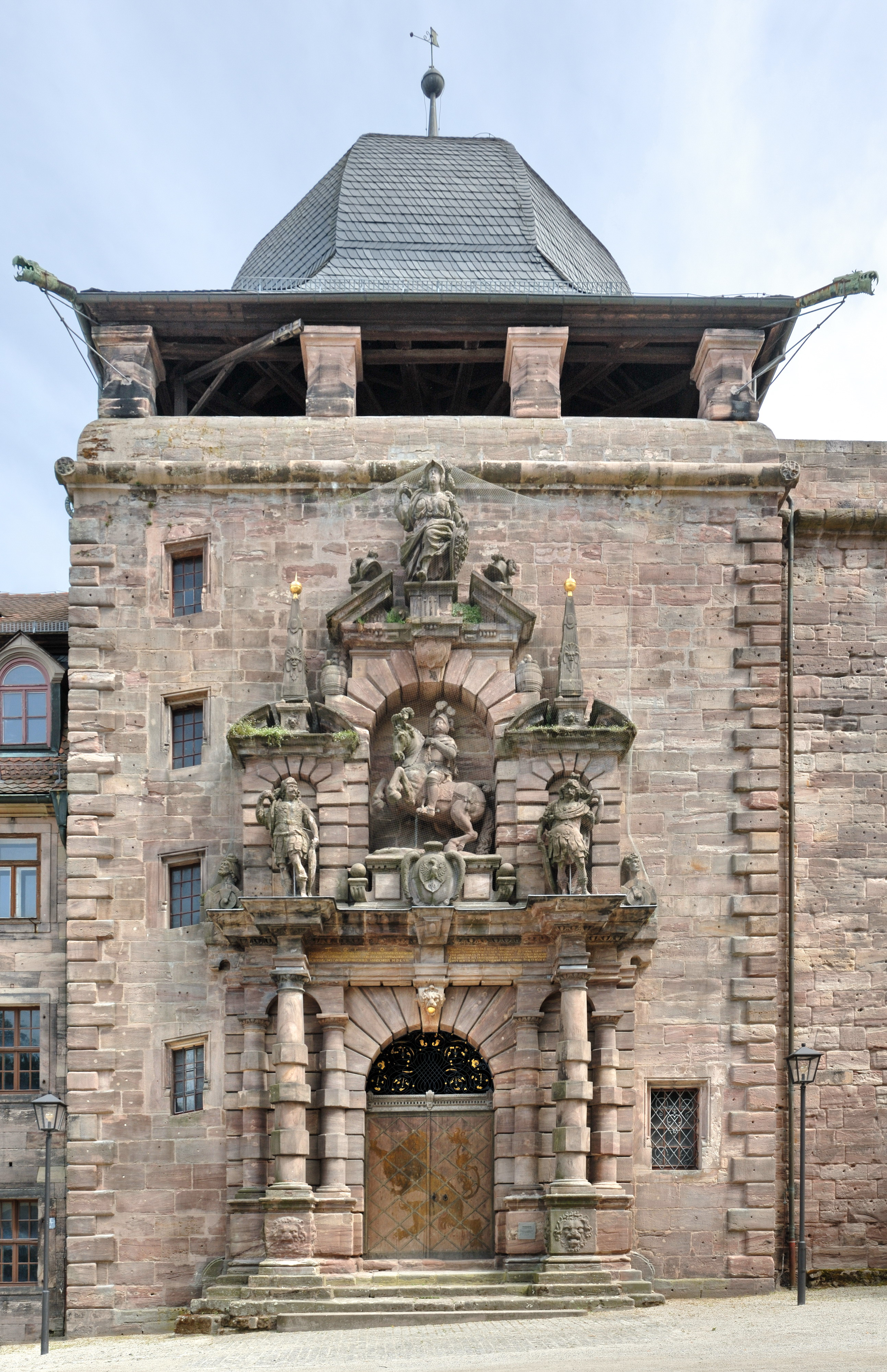
Der Christiansturm mit dem Christiansportal von Hans Werner im Hof der Plassenburg

- Grabmal des Bamberger Fürstbischofs Johann Georg I. Zobel von Giebelstadt, um 1577/80, im Bamberger Kloster Michelsberg
- Epitaph des Otto Erhard von Mengersdorf an der Wallfahrtskirche in Gößweinstein, 1588 (gestiftet von seinem Sohn, Bischof Ernst von Mengersdorf)
- Grabdenkmal des Georg Groß in der St. Martinskirche in Forchheim, 1590
- Grabmal des Bamberger Fürstbischofs Ernst von Mengersdorf († 21. Oktober 1591) in Bamberg, 1596 vollendet, heute im Kloster Michelsberg
- Grabmal, etwas später datiert, des Hieronymus Kreß in der Pfarrkirche Nürnberg-Kraftshof
- „Scheurlsche Bettstatt“ (Nürnberg) aus dem Jahr 1601 mit ihrer üppigen Dekoration aus Ebenholz, schwarz gebeiztem Birnbaumholz und Alabaster.  Die Skulpturen gelten seit einer 1942 durch den Kunsthistoriker Fritz Traugott Schulz erfolgten Zuschreibung als Werk Hans Werners.
- Epitaph des Schenken Johann III. und seiner Frau Eleonora, Schlosskapelle Schmiedelfeld, 1603
- Überlebensgroßer liegender Bacchus aus Sandstein auf dem Portal des Weinkellers im Kasernenhof der Plassenburg in Kulmbach, 1605
- Portal der Hohen Bastei der ehemaligen Hohenzollernfestung Plassenburg, 1607
- Portalbekrönung der Deutschordenskommende Nürnberg, 1609[2]